# Tacheocampylaea raspaili
Tacheocampylaea raspaili é uma espécie de gastrópode  da família Helicidae
É endémica de França.